# El corazón del bosque
El corazón del bosque es una película española de 1979 dirigida por Manuel Gutiérrez Aragón ambientada en la postguerra y en la lucha de los maquis antifranquistas. Fue seleccionada como candidata al Oso de Oro en el Festival de Cine de Berlín de 1979.

## Argumento
En la década de los 50, aunque la guerra civil española está oficialmente acabada, algunos maquis continúan los combates. Un guerrillero, conocido como El Andarín, se esconde a la región montañesa difícilmente accesible. La dirección exterior del Partido Comunista de España envía a su camarada Juan para convencerlo de que abandone la lucha armada.

## Reparto
- Norman Briski: Juan
- Ángela Molina: Amparo
- Luis Politti: El Andarín
- Víctor Valverde: Suso
- Santiago Ramos: Atiano

## Comentario
Emmanuel Larraz considera que el camino iniciático de la película está inspirado en el libro de Joseph Conrad, El corazón de las tinieblas. La película no se limita solamente al aspecto político. Criticando a la dirección del PCE, culpable de abandonar a sus guerrilleros después de la derrota, describe su héroe como una "figura caída". El Andarín (Luis Politti) es un guerrillero en declive que sobrevive gracias a la empatía de los campesinos. Uno de ellos lo matará, no solo por traición sino para salvaguardar su aura mítica. Por lo que se refiere a Juan (Norman Briski), enviado clandestinamente a Asturias para interrumpir la disidencia de los maquis, el bosque inmenso en el que se hunde transforma su misión y la convierte en un viaje interior hacia su propio conocimiento. Así la película de Manuel Gutiérrez Aragón toma una auténtica dimensión antropológica.

## Premios
Medallas del Círculo de Escritores Cinematográficos
| Año  | Categoría        | Película      | Resultado |
| ---- | ---------------- | ------------- | --------- |
| 1979 | Mejor fotografía | Teo Escamilla | Ganador   |

- Fotogramas de Plata al mejor intérprete de cine español (1979) - Ángela Molina